# 戴维·戴维斯 (手球运动员)
戴维·戴维斯（西班牙語：David Davis，1976年10月25日—），西班牙前男子手球运动员。他曾代表西班牙国家队参加2008年夏季奥林匹克运动会男子手球比赛，获得一枚铜牌。